# Raffaele Curi
Raffaele Curi (Ancona, 13 aprile 1948) è un attore, regista e drammaturgo italiano, direttore artistico della fondazione "Alda Fendi".

## Biografia
Completati gli studi classici si trasferisce a Roma per frequentare l'Accademia nazionale d'arte drammatica "Silvio D'Amico". Nel 1970 viene notato da Vittorio De Sica ed entra nel cast del film Il giardino dei Finzi Contini nella parte di Ernesto, il fratello di Giorgio. Prosegue la carriera di attore e partecipa, tra gli altri, al film Il Casanova (1976) di Federico Fellini; Il gatto di Luigi Comencini del 1977; Il... Belpaese (1977) di Luciano Salce; autista, nel film Scherzi da prete (1978) di Pier Francesco Pingitore, accanto a Lino Toffolo; Impiegati (1985) di Pupi Avati. 
Si laurea in lettere e filosofia sostenendo molti esami in storia dell'arte, e successivamente diventa assistente del pittore, fotografo e regista statunitense Man Ray. Per quasi un ventennio diviene assistente del direttore del Festival dei Due Mondi, Gian Carlo Menotti. Conosce le sorelle Fendi, con le quali inizia una collaborazione di lavoro; quando, negli anni '90, la maison si fonde con LVMH e Prada inizia la direzione artistica della neonata "Fondazione Alda Fendi", producendo installazioni e spettacoli d'avanguardia, a partire dal 2001 scritti e diretti da lui stesso.

## Filmografia parziale
- Il giardino dei Finzi Contini, regia di Vittorio De Sica (1970)
- Il sergente Klems, regia di Sergio Grieco (1971)
- A.A.A. Massaggiatrice bella presenza offresi..., regia di Demofilo Fidani (1972)
- Prostituzione, regia di Rino Di Silvestro (1974)
- Lucrezia giovane, regia di Luciano Ercoli (1974)
- Un uomo, una città, regia di Romolo Guerrieri (1974)
- La polizia interviene: ordine di uccidere!, regia di Giuseppe Rosati (1975)
- Il gatto, regia di Luigi Comencini (1977)
- Il... Belpaese, regia di Luciano Salce (1977)
- Scherzi da prete, regia di Pier Francesco Pingitore (1978)
- Impiegati, regia di Pupi Avati (1985)
- Regalo di Natale, regia di Pupi Avati (1986)